# جايسون كاد
جايسون كاد (بالإنجليزية: Jason Cadee) مواليد 15 أبريل 1991، هو لاعب كرة سلة أسترالي بدأ مسيرته الاحترافية في سنة 2010 يلعب في الدوري النيوزيلندي لكرة السلة ويحمل الرقم 5.

## روابط خارجية
- جايسون كاد على موقع الاتحاد الدولي لكرة السلة (الإنجليزية)
- جايسون كاد على موقع كرة السلة الأوروبية.كوم (الإنجليزية)
- جايسون كاد على موقع ريلجم (الإنجليزية)
- جايسون كاد على موقع بروبوليرز (الإنجليزية)
- جايسون كاد على موقع سبورتس رفرنس (الإنجليزية)